# Megachile heterotricha
Megachile heterotricha är en biart som beskrevs av Cockerell 1920. Megachile heterotricha ingår i släktet tapetserarbin, och familjen buksamlarbin. Inga underarter finns listade i Catalogue of Life.